# Georges Gérald
Pas d'image ? Cliquez ici

a Compétitions nationales et continentales officielles uniquement.

b Matchs officiels uniquement.
Georges Gérald est un joueur français de rugby à XV, né le 17 mars 1904 à Aixe-sur-Vienne et décédé le 7 novembre 1977 à Neuilly-sur-Seine, de 1,75 m pour 79 kg, ayant occupé le poste de trois-quarts centre en sélection nationale et au Racing club de France.
Comme la plupart des racingmen de l'époque, il était en fait un sportif polyvalent, également brillant en athlétisme et en gymnastique.
D'un drop, il offrit à ses coéquipiers la dernière victoire française avant-guerre face aux britanniques lors du tournoi des 5 Nations, la France battant ainsi l'Angleterre au Stade de Colombes en 1927, pour la première fois de son histoire.
Il fut fait Chevalier de la Légion d'honneur.

## Carrière

### En club
- Racing club de France

### En équipe de France
- Georges Gérald a connu sa première sélection le 2 avril 1917 contre l'Angleterre.

## Palmarès
- 17 sélections en équipe de France de 1927 à 1931, date de la dernière participation française au Tournoi des Cinq Nations avant-guerre
- 1 drop (4 points)
- Sélections par année : 2 en 1927, 2 en 1928, 4 en 1929, 5 en 1930, 4 en 1931
- Participation à 5 éditions du tournoi consécutives
- Second des éditions 1930 et 1931